# Cheumatopsyche uchidai
Cheumatopsyche uchidai är en nattsländeart som beskrevs av Kobayashi 1987. Cheumatopsyche uchidai ingår i släktet Cheumatopsyche och familjen ryssjenattsländor. Inga underarter finns listade i Catalogue of Life.